# Критий
Критий (на старогръцки: Κριτίας, Kritías; * ок. 460 в Атина, † 403 г. пр. Хр. при Мунихия) е гръцки поет, атински политик, философ и един от Тридесетте тирани, по всяка вероятност най-жестокият от тях.

## Биография
Роден е в Атина и е син на Калесхур и чичо на Платон. Учи при софистите, близък е и на учениците на Сократ.
Критий е мрачна фигура в атинската история. Повечето от затворниците по негово време са екзекутирани, а богатствата им – конфискувани в негова полза, с което си навлича неприязънта на атиняните. Убит е в битка (край Пирея, пристанището на Атина) между групата на демократически настроения атинянин Трасибул и неговите лични пазачи.